# Rin Nakai
Rin Nakai (Matsuyama, Prefectura de Ehime; 22 de octubre de 1986) es una artista marcial mixta japonesa que compite en la división de peso átomo de Deep Jewels.

## Primeros años
Nakai nació el 22 de octubre de 1986 en Matsuyama, ciudad de la Prefectura de Ehime. Comenzó a entrenar judo a los tres años de edad. Ocupó el puesto número 5 en judo en todo Japón en la escuela media y el número 3 en la escuela secundaria superior. Se graduó en la Escuela Secundaria Takanawadai (una escuela media adjunta a la Universidad de Tokai) y más tarde abandonó la Universidad Teikyo.

## Carrera de artes marciales mixtas

### Carrera temprana
Nakai comenzó a luchar el 1 de octubre de 2006. Derrotó a Asuka Ito por TKO (nocaut técnico), tras romperle la nariz en el Blow Tour de Pancrase 2006.

### Smackgirl
El 19 de mayo de 2007, luchó contra Kazue Matake en su primer combate para la promoción Smackgirl y ganó por decisión.
El 6 de septiembre de 2007, luchó contra Asha Ingeneri en Smackgirl y la derrotó en el primer asalto, a 1 minuto y 3 segundos con un armbar.
El 25 de abril de 2008, derrotó a Kanako Takeshita en su último combate para la promoción Smackgirl.

### Valkyrie
El 7 de diciembre de 2008, luchó contra Windy Tomomi en el cuarto evento patrocinado por "Pancraseism" y ganó por TKO con un puñetazo montado.
Nakai dejó pasar un año y dos meses antes de su siguiente combate. El 11 de febrero de 2010, se enfrentó a Mizuho Sato en Valkyrie 04, que fue su primer combate para la promoción , y ganó por sumisión kimura.
El 19 de junio de 2010, luchó contra Megumi Yabushita en Valkyrie 06 y ganó por decisión 3-0.
El 26 de septiembre de 2010, luchó contra Mayumi Aoki en la semifinal del torneo de primera decisión de campeonas de la categoría de peso abierto femenino de Valkyrie 07, y ganó con un armbar.
El 28 de noviembre de 2010, se enfrentó de nuevo a Mizuho Sato en la final del primer torneo de campeonas de la categoría femenina de peso abierto de Valkyrie 08. Nakai derrotó a Sato por la vía rápida. Nakai derrotó a Sato por parada médica, cuando se sospechaba que Sato se había fracturado el suelo orbital del ojo izquierdo. Esta victoria también le valió a Nakai la victoria en el torneo Valkyrie.
El 30 de diciembre de 2010, en el combate patrocinado por VALKYRIE del evento "Battlefield - Soul of Fight" celebrado en el Ariake Coliseum, luchó contra Mika "HARI" Harigai y ganó por sumisión Keylock. Esto amplió a 10 la racha de victorias de Nakai desde su debut, un logro que no pasó desapercibido para la prensa deportiva nipona, llegando a salir en la portada del Tokyo Chunichi Sports al día siguiente.

### Regreso a Pancrase
El 4 de septiembre de 2011, Nakai luchó contra Danielle West a un empate por decisión dividida en "Pancrase - Impressive Tour 9". El 1 de diciembre de 2012, Nakai volvería a enfrentarse a Danielle West en "Pancrase - Progress Tour 14", con Nakai esta vez derrotando a West por decisión unánime.
Nakai regresó a Pancrase el 20 de mayo de 2012, derrotando a Kyoko Kimura por sumisión debido a una armbar en Pancrase Progress Tour 6.
Nakai se enfrentó a Mayumi Aoki en una revancha en Pancrase Progress Tour 10 el 1 de septiembre de 2012. La pelea fue parte de la ronda inicial del torneo Queen of Pancrase de peso gallo. Nakai derrotó a Aoki por TKO en la segunda ronda.
El 1 de diciembre de 2012, Nakai se enfrentó a Danielle West en una revancha por el título de Reina de Pancrase de peso gallo en el Pancrase Progress Tour 14. Derrotó a West por decisión unánime para convertirse en la primera Reina de Pancrase de peso gallo. Sin embargo, hubo una gran controversia en torno al combate, ya que algunos periodistas y observadores acusaron a Pancrase de "arreglar" el combate. West llegó con 1 kg de sobrepeso a la pelea y, como resultado, los oficiales de Pancrase la hicieron bajar de peso una segunda vez el día del combate para evitar que se rehidratara. Además de un segundo corte de peso, también le informaron de que no se permitirían rodillazos ni estrangulamientos. Sin embargo, los oficiales no informaron a West de que la norma sólo se aplicaría a ella, Nakai no tendría restricciones. West no fue plenamente consciente de esta discrepancia hasta mediados del combate. Tras el combate, West también fue informada de que, incluso si hubiera ganado, el combate habría sido declarado empate o sin decisión.
El 11 de mayo de 2014, luchó contra Sarah D'Alelio en Pancrase y ganó la decisión. Más adelante peleó contra Tara LaRosa en Pancrase el 29 de septiembre de 2013, ganando por decisión 2-0.

### Ultimate Fighting Championship
En 2014, Nakai dio el salto a la promoción estadounidense Ultimate Fighting Championship. Cuando Nakai comenzó a competir para la UFC, la organización no contaba con una división femenina de peso mosca (-56,7 kg), por lo que tuvo que competir en peso gallo (-61,2 kg). Su debut en la UFC tuvo lugar en UFC Fight Night: Hunt vs. Nelson el 20 de septiembre de 2014. Su oponente fue Miesha Tate, que en ese momento ocupaba el segundo lugar en el ranking de peso gallo femenino. Nakai perdería la pelea por decisión 0-3 y fue la primera derrota en su carrera de MMA. En UFC Fight Night: Hunt vs. Mir, el 19 de marzo de 2016, se enfrentó a Leslie Smith y perdió por decisión 0-3.

### Después de la UFC
El 24 de julio de 2016, luchó contra Emiko Raika en Pancrase 279 y ganó por TKO con un codazo en el suelo.
El 29 de septiembre de 2016 Nakai compitió en el Rizin World Grand Prix 2016: 2nd Round. Derrotó a la luchadora condecorada Kanako Murata por sumisión en la tercera ronda (rear-naked choke) para mejorar su récord a 19-2.
El 24 de febrero de 2018, hizo su reaparición en DEEP 82 IMPACT por primera vez en un año y dos meses. Luchó contra Kim Ji-young, tomando la posición de montaje y ganando el TKO con una serie de golpes de codo.
En Deep Jewels 24, Nakai se enfrentó a Kaewjai Prachumwong, derrotándola por nocaut técnico en el segundo asalto.
El 22 de octubre de 2019, luchó contra Titapa Junsookplung (alias Diamond Rose the Rocket) en Deep Jewels 26 y la derrotó con un armbar.
Luchó contra Shoko Fujita en el combate de cuartos de final del Gran Premio del Peso Mosca de Deep-Jewels en Deep Jewels 36 el 12 de marzo de 2022, ganando por TKO.
El 8 de mayo de 2022, luchó contra Tae Murayama en la semifinal del Gran Premio del Peso Mosca de DEEP JEWELS celebrado en Deep Jewels 37, ganando por armbar en el segundo asalto. Avanzó a la final ese mismo día, derrotando a Shizuka Sugiyama por armbar al final de la primera ronda, ganando el Gran Premio y convirtiéndose en la primera campeona del peso mosca de Deep Jewels.
Nakai se enfrentó a Aoi Kuriyama el 18 de febrero de 2023 en el Deep Jewels 40. Ganó el combate por sumisión en el segundo asalto.

## Récord en artes marciales mixtas
| Resultado | Récord | Oponente            | Método                      | Evento                                         | Fecha                    | Ronda | Tiempo | Localización |
| --------- | ------ | ------------------- | --------------------------- | ---------------------------------------------- | ------------------------ | ----- | ------ | ------------ |
| Victoria  | 27–2–1 | Namiko Kawabata     | Sumisión (guillotine choke) | Deep Jewels 45                                 | 26 de mayo de 2024       | 3     | 1:33   | Tokio        |
| Victoria  | 26–2–1 | Aoi Kuriyama        | Sumisión (rear-naked choke) | Deep Jewels 40                                 | 18 de febrero de 2023    | 2     | 4:31   | Tokio        |
| Victoria  | 25–2–1 | Shizuka Sugiyama    | Sumisión técnica (armbar)   | Deep Jewels 37                                 | 8 de mayo de 2022        | 1     | 4:53   | Tokio        |
| Victoria  | 24–2–1 | Tae Murayama        | Sumisión técnica (armbar)   | Deep Jewels 37                                 | 8 de mayo de 2022        | 3     | 5:00   | Tokio        |
| Victoria  | 23–2–1 | Shoko Fujita        | TKO (puñetazos)             | Deep Jewels 36                                 | 12 de marzo de 2022      | 2     | 4:38   | Tokio        |
| Victoria  | 22–2–1 | Titapa Junsookplung | Sumisión técnica (armbar)   | Deep Jewels 26                                 | 21 de octubre de 2019    | 1     | 3:20   | Tokio        |
| Victoria  | 21–2–1 | Kaewjai Prachumwong | TKO (puñetazos)             | Deep Jewels 24                                 | 9 de junio de 2019       | 2     | 1:56   | Tokio        |
| Victoria  | 20–2–1 | Young Ji Kim        | TKO (codos)                 | Deep 82 Impact                                 | 24 de febrero de 2018    | 1     | 4:37   | Tokio        |
| Victoria  | 19–2–1 | Kanako Murata       | Sumisión (rear-naked choke) | Rizin World Grand Prix 2016: 2nd Round         | 29 de diciembre de 2016  | 3     | 1:16   | Saitama      |
| Victoria  | 18–2–1 | Charlene Watt       | TKO (puñetazos)             | Pancrase 282                                   | 13 de noviembre de 2016  | 2     | 3:43   | Tokio        |
| Victoria  | 17–2–1 | Emiko Raika         | TKO (codos)                 | Pancrase 279                                   | 24 de julio de 2016      | 3     | 2:43   | Tokio        |
| Derrota   | 16–2–1 | Leslie Smith        | Decisión (unánime)          | UFC Fight Night: Hunt vs. Mir                  | 20 de marzo de 2016      | 3     | 5:00   | Brisbane     |
| Derrota   | 16–1–1 | Miesha Tate         | Decisión (unánime)          | UFC Fight Night: Hunt vs. Nelson               | 20 de septiembre de 2014 | 3     | 5:00   | Saitama      |
| Victoria  | 16–0–1 | Sarah D'Alelio      | Decisión (unánime)          | Pancrase: 258                                  | 11 de mayo de 2014       | 3     | 5:00   | Tokio        |
| Victoria  | 15–0–1 | Tara LaRosa         | Decisión (mayoría)          | Pancrase 252: 20th Anniversary                 | 29 de septiembre de 2013 | 3     | 5:00   | Yokohama     |
| Victoria  | 14–0–1 | Brenda Gonzales     | Sumisión (rear-naked choke) | Pancrase 247                                   | 23 de julio de 2013      | 1     | 4:47   | Tokio        |
| Victoria  | 13–0–1 | Danielle West       | Decisión (unánime)          | Pancrase Progress Tour 14                      | 1 de diciembre de 2012   | 3     | 5:00   | Tokio        |
| Victoria  | 12–0–1 | Mayumi Aoki         | TKO (puñetazos)             | Pancrase Progress Tour 10                      | 1 de septiembre de 2012  | 2     | 3:45   | Tokio        |
| Victoria  | 11–0–1 | Kyoko Kimura        | Sumisión técnica (armbar)   | Pancrase Progress Tour 6                       | 20 de mayo de 2012       | 1     | 4:32   | Okinawa      |
| Empate    | 10–0–1 | Danielle West       | Empate (split)              | Pancrase Impressive Tour 9                     | 4 de septiembre de 2011  | 3     | 5:00   | Tokio        |
| Victoria  | 10–0   | Mika Harigai        | Sumisión (keylock)          | Sengoku 16                                     | 30 de diciembre de 2010  | 1     | 2:09   | Tokio        |
| Victoria  | 9–0    | Mizuho Sato         | TKO (puñetazos)             | Valkyirie 08                                   | 28 de noviembre de 2010  | 1     | 5:00   | Tokio        |
| Victoria  | 8–0    | Mayumi Aoki         | Sumisión (armbar)           | Valkyirie 07                                   | 26 de septiembre de 2010 | 1     | 2:40   | Tokio        |
| Victoria  | 7–0    | Megumi Yabushita    | Decisión (unánime)          | Valkyirie 06                                   | 19 de junio de 2010      | 3     | 3:00   | Tokio        |
| Victoria  | 6–0    | Mizuho Sato         | Sumisión (kimura)           | Valkyirie 04                                   | 11 de febrero de 2010    | 1     | 1:56   | Tokio        |
| Victoria  | 5–0    | Tomomi Sunaba       | TKO (puñetazos)             | Pancrase 196                                   | 7 de diciembre de 2008   | 1     | 1:33   | Tokio        |
| Victoria  | 4–0    | Kanako Takeshita    | Decisión (split)            | Smackgirl: World ReMix 2008 Second Round       | 25 de abril de 2008      | 2     | 5:00   | Tokio        |
| Victoria  | 3–0    | Asha Ingeneri       | Sumisión (armbar)           | Smackgirl: Queens' Hottest Summer              | 6 de septiembre de 2007  | 1     | 1:03   | Tokio        |
| Victoria  | 2–0    | Kazue Matake        | Decisión (unánime)          | Smackgirl: The Queen Said the USA is Strongest | 19 de mayo de 2007       | 2     | 5:00   | Tokio        |
| Victoria  | 1–0    | Asuka Ito           | TKO (parada médica)         | Pancrase 167                                   | 1 de octubre de 2006     | 1     | 1:25   | Osaka        |